# Bahnstrecke Falun–Gävle
| Bahnhof Hofors |                                                                                             |                                                           |                                                           |
| Streckennummer: | 10                                                                                          |                                                           |                                                           |
| Kursbuchstrecke: | 53                                                                                          |                                                           |                                                           |
| Streckenlänge: | 91 km                                                                                       |                                                           |                                                           |
| Spurweite: | 1435 mm (Normalspur)                                                                        |                                                           |                                                           |
| Stromsystem: | 15 kV 16⅔ Hz ~                                                                              |                                                           |                                                           |
| Streckengeschwindigkeit: | Bandel 322 (Falun central)–(Storvik): 120 km/h Bandel 315 Storvik–(Gävle central): 120 km/h |                                                           |                                                           |
| Zweigleisigkeit: | Hagaström-Gävle                                                                             |                                                           |                                                           |
| |                                                                                             |                                                           |                                                           |
| \| \| \| Bergslagsbanan von Borlänge \| \| \| \| \| Bahnstrecke Orsa–Falun von Rättvik \| \| \| \| 91,635 \| Falun C \| Falun C \| \| \| 88 \| Runnsågen \| Runnsågen \| \| \| 86,744 \| Korsnäs \| Korsnäs \| \| \| 85,32 \| Växel Korsnäs lådfabrik \| Växel Korsnäs lådfabrik \| \| \| 84,8 \| Hosjö (ab 1886) \| Hosjö (ab 1886) \| \| \| \| Backa[2] \| \| \| \| 77,593 \| Fisklösen \| Fisklösen \| \| \| 73,821 \| Ryggen \| Ryggen \| \| \| \| Oskattbo lp \| \| \| \| 65,256 \| Långsjön (ab 1861) \| Långsjön (ab 1861) \| \| \| 62,9 \| Born (1866 bis 1963)[3] \| Born (1866 bis 1963)[3] \| \| \| \| von Engelsfors (Schmalspurbahn 891 mm)[4] \| \| \| \| 62,1 \| Born \| Born \| \| \| 58,9 \| Korsån (ab 1862, früher Källviken)[5] \| Korsån (ab 1862, früher Källviken)[5] \| \| \| 54,989 \| Hofors (früher Robertsholm) \| Hofors (früher Robertsholm) \| \| \| \| nach Hofors Bruk, (5 km)[6] \| \| \| \| 48,356 \| Granstanda (ab 1879, ehem. Pers.-Halt) \| Granstanda (ab 1879, ehem. Pers.-Halt) \| \| \| 39,8 \| Övre Storvik (bis 1875 Storvik) \| Övre Storvik (bis 1875 Storvik) \| \| \| \| von Avesta \| \| \| \| 37,085 \| Storvik (ab 1875) \| Storvik (ab 1875) \| \| \| \| Norra stambanan nach Ockelbo \| \| \| \| 35 \| Myre \| Myre \| \| \| 32,083 \| Kungsgården (ehem. Pers.-Halt) \| Kungsgården (ehem. Pers.-Halt) \| \| \| 23,215 \| Sandviken \| Sandviken \| \| \| \| Jädran \| \| \| \| \| Jädraån \| \| \| \| \| nach Forsbacka bruk (3 km)[7] \| \| \| \| 16,248 \| Forsbacka (bis 1895 Margretehill, ehem. Pers.-Halt) \| Forsbacka (bis 1895 Margretehill, ehem. Pers.-Halt) \| \| \| 13,5 \| Håde \| Håde \| \| \| \| nach Mackmyra Bruk zur Bahnstrecke Sala–Gävle, (3 km)[8] \| \| \| \| 10.9 \| Kallbäck (bis 1938 Bäck) \| Kallbäck (bis 1938 Bäck) \| \| \| 8,941 \| Norra Valbo (bis 1875 Lund, dann Valbo, ehem. Pers.-Halt) \| Norra Valbo (bis 1875 Lund, dann Valbo, ehem. Pers.-Halt) \| \| \| \| Bahnstrecke Sala–Gävle (bis 1964) \| \| \| \| 5,724 \| Hagaström (ab 1900, ehem. Pers.-Halt) \| Hagaström (ab 1900, ehem. Pers.-Halt) \| \| \| \| nach Gävle gbg \| \| \| \| \| Bahnstrecke Stockholm–Sundsvall von Hudiksvall \| \| \| \| \| von Gävle gbg \| \| \| \| \| Frederiksskans \| \| \| \| \| Gävle Norra (früher Gefle, ab 6. Sept. 1875 Gefle Norra)[9] \| \| \| \| \| nach Gävle hamn \| (Endbahnhof Alderholmen bis 1877)[10] \| \| \| 0,000 \| Gävle C (ab 15. Nov. 1877) \| Gävle C (ab 15. Nov. 1877) \| \| \| \| nach Fliskär und SJVM \| \| \| \| \| nach Bomansberget \| \| \| \| \| Bahnstrecke Stockholm–Sundsvall nach Stockholm \| \| |                                                                                             |                                                           |                                                           |
| Strecke |                                                                                             | Bergslagsbanan von Borlänge                               | Bergslagsbanan von Borlänge                               |
| Abzweig geradeaus und von links |                                                                                             | Bahnstrecke Orsa–Falun von Rättvik                        | Bahnstrecke Orsa–Falun von Rättvik                        |
| Bahnhof | 91,635                                                                                      | Falun C                                                   | Falun C                                                   |
| ehemaliger Haltepunkt / Haltestelle | 88                                                                                          | Runnsågen                                                 | Runnsågen                                                 |
| Dienststation / Betriebs- oder Güterbahnhof | 86,744                                                                                      | Korsnäs                                                   | Korsnäs                                                   |
| ehemaliger Dienststation / Betriebs- oder Güterbahnhof | 85,32                                                                                       | Växel Korsnäs lådfabrik                                   | Växel Korsnäs lådfabrik                                   |
| ehemaliger Haltepunkt / Haltestelle · Betriebs-/Güterbahnhof Streckenanfang (Strecke außer Betrieb) | 84,8                                                                                        | Hosjö (ab 1886)                                           | Hosjö (ab 1886)                                           |
| Strecke · Betriebs-/Güterbahnhof Streckenende (Strecke außer Betrieb) |                                                                                             | Backa                                                     | Backa                                                     |
| ehemaliger Haltepunkt / Haltestelle | 77,593                                                                                      | Fisklösen                                                 | Fisklösen                                                 |
| Dienststation / Betriebs- oder Güterbahnhof | 73,821                                                                                      | Ryggen                                                    | Ryggen                                                    |
| ehemalige Blockstelle |                                                                                             | Oskattbo lp                                               | Oskattbo lp                                               |
| Dienststation / Betriebs- oder Güterbahnhof | 65,256                                                                                      | Långsjön (ab 1861)                                        | Långsjön (ab 1861)                                        |
| ehemaliger Haltepunkt / Haltestelle | 62,9                                                                                        | Born (1866 bis 1963)                                      | Born (1866 bis 1963)                                      |
| Abzweig geradeaus und ehemals von rechts |                                                                                             | von Engelsfors (Schmalspurbahn 891 mm)                    | von Engelsfors (Schmalspurbahn 891 mm)                    |
| ehemaliger Bahnhof | 62,1                                                                                        | Born                                                      | Born                                                      |
| Dienststation / Betriebs- oder Güterbahnhof | 58,9                                                                                        | Korsån (ab 1862, früher Källviken)                        | Korsån (ab 1862, früher Källviken)                        |
| Bahnhof | 54,989                                                                                      | Hofors (früher Robertsholm)                               | Hofors (früher Robertsholm)                               |
| Abzweig geradeaus und nach rechts |                                                                                             | nach Hofors Bruk, (5 km)                                  | nach Hofors Bruk, (5 km)                                  |
| Dienststation / Betriebs- oder Güterbahnhof | 48,356                                                                                      | Granstanda (ab 1879, ehem. Pers.-Halt)                    | Granstanda (ab 1879, ehem. Pers.-Halt)                    |
| ehemaliger Haltepunkt / Haltestelle | 39,8                                                                                        | Övre Storvik (bis 1875 Storvik)                           | Övre Storvik (bis 1875 Storvik)                           |
| Abzweig geradeaus und von rechts |                                                                                             | von Avesta                                                | von Avesta                                                |
| Bahnhof | 37,085                                                                                      | Storvik (ab 1875)                                         | Storvik (ab 1875)                                         |
| Abzweig geradeaus und nach links |                                                                                             | Norra stambanan nach Ockelbo                              | Norra stambanan nach Ockelbo                              |
| ehemaliger Haltepunkt / Haltestelle | 35                                                                                          | Myre                                                      | Myre                                                      |
| Dienststation / Betriebs- oder Güterbahnhof | 32,083                                                                                      | Kungsgården (ehem. Pers.-Halt)                            | Kungsgården (ehem. Pers.-Halt)                            |
| Bahnhof | 23,215                                                                                      | Sandviken                                                 | Sandviken                                                 |
| ehemaliger Bahnhof |                                                                                             | Jädran                                                    | Jädran                                                    |
| Brücke über Wasserlauf |                                                                                             | Jädraån                                                   | Jädraån                                                   |
| Abzweig geradeaus und ehemals von rechts |                                                                                             | nach Forsbacka bruk (3 km)                                | nach Forsbacka bruk (3 km)                                |
| Dienststation / Betriebs- oder Güterbahnhof | 16,248                                                                                      | Forsbacka (bis 1895 Margretehill, ehem. Pers.-Halt)       | Forsbacka (bis 1895 Margretehill, ehem. Pers.-Halt)       |
| ehemaliger Bahnhof | 13,5                                                                                        | Håde                                                      | Håde                                                      |
| Abzweig geradeaus und ehemals nach rechts |                                                                                             | nach Mackmyra Bruk zur Bahnstrecke Sala–Gävle, (3 km)     | nach Mackmyra Bruk zur Bahnstrecke Sala–Gävle, (3 km)     |
| ehemaliger Haltepunkt / Haltestelle | 10.9                                                                                        | Kallbäck (bis 1938 Bäck)                                  | Kallbäck (bis 1938 Bäck)                                  |
| Dienststation / Betriebs- oder Güterbahnhof | 8,941                                                                                       | Norra Valbo (bis 1875 Lund, dann Valbo, ehem. Pers.-Halt) | Norra Valbo (bis 1875 Lund, dann Valbo, ehem. Pers.-Halt) |
| Abzweig geradeaus und ehemals von rechts |                                                                                             | Bahnstrecke Sala–Gävle (bis 1964)                         | Bahnstrecke Sala–Gävle (bis 1964)                         |
| Dienststation / Betriebs- oder Güterbahnhof | 5,724                                                                                       | Hagaström (ab 1900, ehem. Pers.-Halt)                     | Hagaström (ab 1900, ehem. Pers.-Halt)                     |
| Abzweig geradeaus und nach links |                                                                                             | nach Gävle gbg                                            | nach Gävle gbg                                            |
| Abzweig geradeaus und von links |                                                                                             | Bahnstrecke Stockholm–Sundsvall von Hudiksvall            | Bahnstrecke Stockholm–Sundsvall von Hudiksvall            |
| Abzweig geradeaus und von links |                                                                                             | von Gävle gbg                                             | von Gävle gbg                                             |
| ehemaliger Dienststation / Betriebs- oder Güterbahnhof |                                                                                             | Frederiksskans                                            | Frederiksskans                                            |
| ehemaliger Bahnhof |                                                                                             | Gävle Norra (früher Gefle, ab 6. Sept. 1875 Gefle Norra)  | Gävle Norra (früher Gefle, ab 6. Sept. 1875 Gefle Norra)  |
| Abzweig geradeaus und nach links |                                                                                             | nach Gävle hamn                                           | (Endbahnhof Alderholmen bis 1877)                         |
| Bahnhof | 0,000                                                                                       | Gävle C (ab 15. Nov. 1877)                                | Gävle C (ab 15. Nov. 1877)                                |
| Abzweig geradeaus und nach links |                                                                                             | nach Fliskär und SJVM                                     | nach Fliskär und SJVM                                     |
| Abzweig geradeaus und nach links |                                                                                             | nach Bomansberget                                         | nach Bomansberget                                         |
| Strecke |                                                                                             | Bahnstrecke Stockholm–Sundsvall nach Stockholm            | Bahnstrecke Stockholm–Sundsvall nach Stockholm            |

Die Bahnstrecke Falun–Gävle ist eine normalspurige schwedische Eisenbahnstrecke. Sie wurde von der Gävle–Dala Järnväg (GDJ), einer privaten Eisenbahngesellschaft, zwischen Gävle und Falun erbaut und war die älteste sowie die erste private Eisenbahn der Region Dalarna mit dieser Länge, die fast 9 ½ Meilen (rund 95 Kilometer) betrug.
Hintergrund des Bahnbaus war der Wunsch mehrerer Unternehmer nach besseren Transportwegen für ihre Produkte zum Hafen von Gävle. Einer der wichtigsten Kunden war das Sägewerk in Korsnäs in der Nähe von Falun. Die Güterzüge, die kurz nach der Eröffnung der Strecke im Juli 1859 von Korsnäs nach Gävle fuhren, waren die ersten Fern-Güterzüge in Schweden. In Gävle wurden die Gleise der GDJ an der Nordseite des Gavleån mit Verbindungen zum Hafen angelegt. Die Station wurde am Alderholmen gebaut. Erst mit dem Bau der Strecke von Uppsala nach Gävle 1877 wurde in Gävle ein Hauptbahnhof – Gävle C – erbaut.
Seit der Neubenennung der Bahnstrecken in Schweden im Jahre 1990 durch Banverket wird diese Strecke als Teil der Bergslagsbanan bezeichnet, obwohl sie mit der historischen Bergslagsbanan nichts zu tun hat. Sie wurde erst ab 1908 mit der Gründung der Trafikförvaltningen Göteborg – Stockholm – Gäfle (GSG) von der BJ mitbenutzt und verwaltet.

## Gävle–Dala Järnvägsaktiebolag
Die erste Idee zur Errichtung einer Bahnstrecke in diesem Bereich entstand 1841. C. J. Nordin in Forsbacka bruk, H. W. Eckhoff in Gävle und Thore Petre in Hofors beauftragten den Vermesser S. P. Bergman, den Bau einer Bahnstrecke zwischen Gävle und Forsbacka bruk zu untersuchen. Daraus entstand die Vorstellung, die Bahn bis Falun zu führen. Im Januar 1850 wurde überlegt, die spätere Strecke zwischen Gävle und Falun mit Dampflokomotiven oder mit Pferden zu betreiben. Bereits im März wurden C. E. Norström und S. P. Bergman mit einer Kostenschätzung beauftragt.
Im November wurde das Ergebnis vorgestellt: Eine Pferdebahn mit einer Spurweite von vier Fuß würde 1.637.600 Reichstaler, eine lokomotivbetriebene Bahn mit einer Spurweite von 4 Fuß und 10 Zoll 2.400.000 Reichstaler kosten. Allerdings zeigte ein Vergleich der beiden Alternativen, dass der Betrieb einer lokomotivbetriebenen Bahn billiger käme. Mit dieser Variante wäre ein Ganzjahresbetrieb sowie die Beförderung von Fahrgästen möglich.
Deshalb wurde am 14. April 1851 ein Staatsdarlehen für den Bau beantragt, das im August 1851 abgelehnt wurde. In der Nationalversammlung 1853–1854 wurde das Darlehen erneut beantragt. In einer Abstimmung am 22. November 1854 wurde schließlich der Betrag von 1.600.000 Reichstalern für den Bau einer lokbetriebenen Bahn zwischen Gävle und Falun erteilt.
Die Aktiengesellschaft Gävle–Dala Järnvägsaktiebolag konstituierte sich am 5. März 1855, erster Vorstand wurde A. W. Nisser. Die Konzession für die Strecke wurde am 8. Mai 1855 bewilligt. Mit dem Bau der Strecke wurde Claes Adolf Adelsköld beauftragt. Der erste Spatenstich für die 91,7 km langen Strecke erfolgte am 29. Mai 1855 am Sätraåsen außerhalb von Gävle. Die einzelnen Streckenabschnitte wurden dann wie folgt eröffnet:
- Gävle–Kungsgården am 10. August 1857,
- Kungsgården–Storvik am 7. Juni 1858,
- Storvik–Robertsholm (heute Hofors) am 13. August 1858,
- Robertsholm (Hofors)–Falun am 13. Juli 1859.

Es lag im Interesse der GDJ, ihren Einflussbereich in der Region zu vergrößern. Die Gesellschaft engagierte sich stark bei der Falun–Rättvik–Mora Järnvägsaktiebolag (FRMJ) und bei der Falun–Västerdalarnas Järnvägsaktiebolag (FVJ). Von beiden Unternehmen wurden zuerst 50 Prozent der Aktien erworben. Bis 1903 wurden die restlichen Aktien aufgekauft. Somit waren FRMJ und FVJ hundertprozentige Tochtergesellschaften der GDJ. Der Gesamtverkehr auf den beiden Strecken wurde mit dem Rollmaterial der GDJ ausgeführt.
Die Mora–Älvdalens Järnvägsaktiebolag (MEJ) ging 1906 insolvent, sie wurde am 26. Mai 1908 bei einer Versteigerung von der FRMJ erworben. Auch hier übernahm die GDJ die Verkehrsleistungen mit eigenen Fahrzeugen. Inzwischen hatte die Bergslagernas Järnvägar (BJ) einen Teil der Aktien der GDJ erworben. 1908 kaufte BJ dann so viele Aktien der GDJ auf, dass sie Mehrheitseigentümer der GDJ wurde.

## Trafikförvaltningen GSG / GDG
Am 1. Januar 1909 wurde die Trafikförvaltningen Göteborg–Stockholm–Gävle (GSG) gebildet. Unter anderen schlossen sich die Gesellschaften GDJ, Falun–Rättvik–Mora Järnvägsaktiebolag (FRMJ) und SVJ dieser neuen Verkehrsgesellschaft an. Diese bestand bis zum Jahreswechsel 1918/1919, als die Stockholm–Västerås–Bergslagens Järnvägar (SWB) die Zusammenarbeit innerhalb dieser Gesellschaft beendete. Die Folge war die Umbenennung der Gesellschaft in Trafikförvaltningen Göteborg–Dalarna–Gävle (GDG), die bis zur Verstaatlichung und Eingliederung in die Statens Järnvägar bis 1948 existierte.

## Gävle–Dala Järnvägar

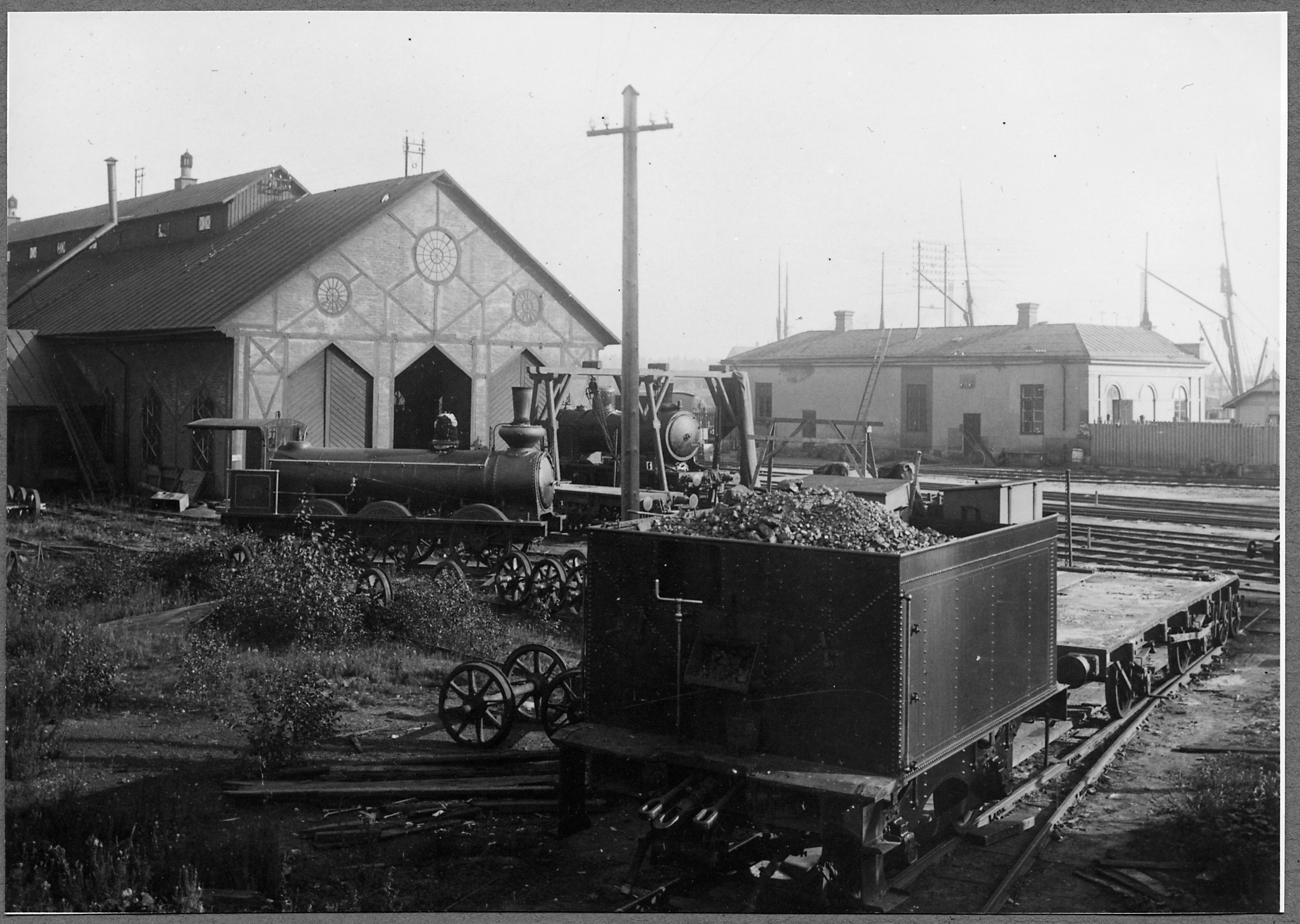
Lok Nr. 32 Gustaf Wasa der Gävle–Dala Järnvägar am Lokschuppen von Gävle

In der Hauptversammlung der Gävle–Dala Järnvägsaktiebolag 1918 wurde beschlossen, die Konzessionen der Tochtergesellschaften FRJM und FVJ zu übernehmen und diese dann aufzulösen. Die Entscheidung wurde ab dem 1. Januar 1920 wirksam, alle Strecken der bisherigen Gesellschaften wurden in die Gävle–Dala Järnväg integriert. Ab diesem Zeitpunkt wurde der Name der Gesellschaft in Gävle–Dala Järnvägar umgewandelt.
Diese errichtete im Zusammenhang mit dem Bau der Sala–Gysinge–Gävle Järnvägs (SGGJ) ein zweites Streckengleis zwischen Hagaström und Gävle, welches am 21. März 1905 in Betrieb genommen wurde. Ab dem 1. Oktober 1943 konnte die Strecke elektrisch befahren werden. Die Geschichte der Gävle–Dala Järnvägar endete, als die Aktienmehrheit der Trafikförvaltningen Göteborg–Dalarna–Gävle (GDG) und aller darin enthaltenen Gesellschaften am 1. Juli 1947 im Rahmen der allgemeinen Eisenbahnverstaatlichung in Schweden vom Staat erworben wurde. Am 1. Juli 1948 wurde die GDJ in Statens Järnväger integriert.

## Heutiger Zustand

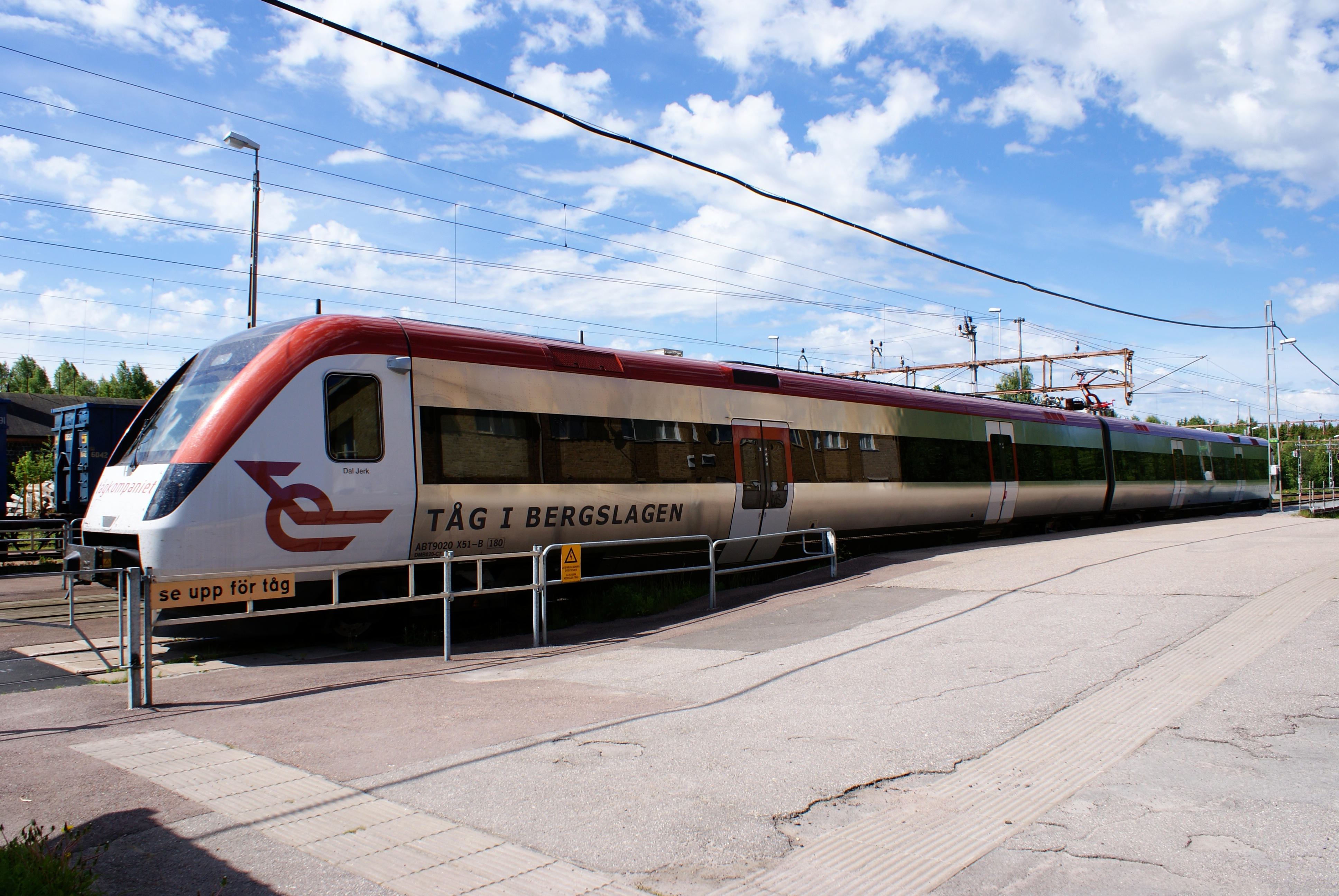
Triebwagen der Tåg I Bergslagen in Hofors

Zwischen 1962 und 1976 wurde die Strecke mit Fernblock und Fernsteuerung ausgerüstet. Die Steuerung der Strecke erfolgt von der Zugleitzentrale in Gävle.
Der Personenverkehr wird heute auf der Strecke in der Hauptsache von Regina-Triebwagen der Gesellschaft Tåg i Bergslagen durchgeführt. Betreiber der Strecke ist Tågkompaniet (seit 24. April 2019 Vy Tåg). Der umfangreiche Güterverkehr hat seinen Ausgangspunkt meist in Borlänge. Große Holzwerke, aber auch Domnarvets stålverk und Kvarnsvedens pappersbruk sind die Auftraggeber. Dazu kommen mehrere Papierfabriken in Gävle, für die umfangreiche Transporte von Holz und Zellstoff durchgeführt werden.

## Hosjö-Backa Järnväg

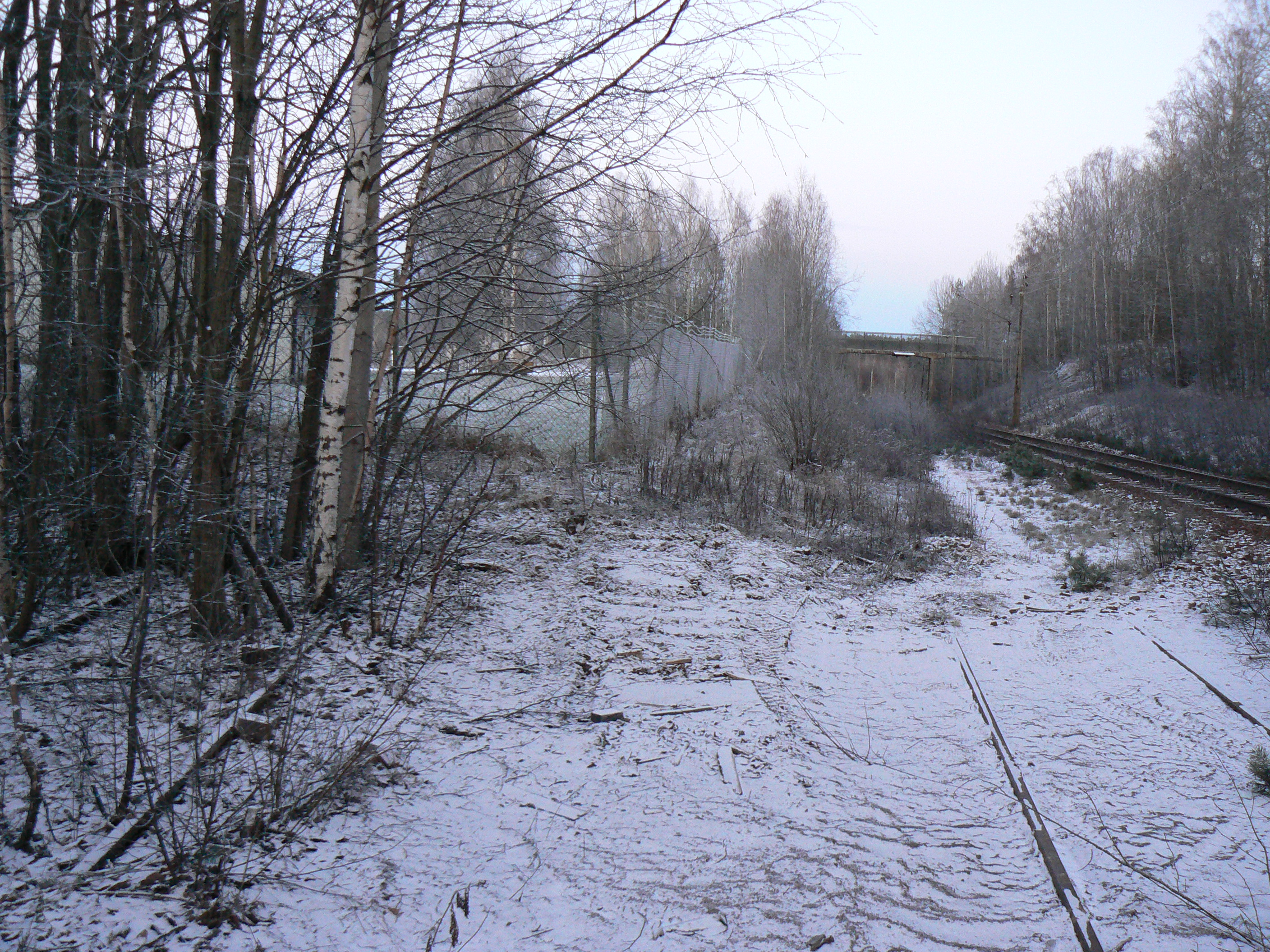
Reste des Umladeplatzes in Hosjö

Die Bahnstrecke Hosjö–Backa (Hosjö–Backa Järnväg, lokal auch Backabanan genannt) war eine drei Kilometer lange Güterbahn zwischen Hosjö und Backa (Danholn) in der Gemeinde Falun. Sie hatte eine Spurweite von 600 Millimeter.
Die Strecke führte parallel zur Landstraße W 854 und verband das dortige Sägewerk und die Ziegelei mit dem ab 1886 an der Bahnstrecke Falun–Gävle gelegenen Bahnhof Hosjö. An diesem Bahnhof wurden die Güter auf Normalspurwagen umgeladen.
Die Strecke wurde 1967 stillgelegt. Zwischen Åsbovägen und Hosjöholmen wurde auf der Trasse ein Fahrradweg angelegt.